# Resszeneb
Resszeneb ókori egyiptomi vezír volt a XIII. dinasztia idején. Anhu vezír és Mererit fia. Apját követte hivatalában, de csak rövid ideig töltötte be a pozíciót; utóda fivére, Iymeru volt.

## Említései
Resszenebet számos forrás említi.
- A Boulaq 18 papiruszon egy lista található, melyet egy bizonyos Noferhotep írt sütéssel és sörfőzéssel kapcsolatos költségekről. A papirusz első bejegyzését a 6. uralkodási év peret évszakának első napjára datálta. A szöveg említi Anhu vezír birtokát, valamint Resszenebet, mint a vezír első írnokát.[1][2]
- A Brooklyn 35.1446 papiruszon olvasható egy hivatalos irat egy része, melyet Szenebtiszi nemes hölgy írt, hogy bizonyítsa, elhunyt férje (feltehetően Resszeneb vezír) ráhagyta birtoka rabszolgáit.[3][4]
- Upuauthotep pecsétőr sztéléje ábrázolja Upuauthotep családtagjait, közte apját, Hnumhotep polgármestert, az isten pecsétőrét, anyját, Itinoferu-tahenutot, majd feleségét, Szenebhenaszt, Anhu vezír és Mererit leányát fivéreivel, Resszeneb vezírrel és Iymeru vezírrel.[5] Upuauthotep valószínűleg Aya királyné testvére volt.

## Fordítás
- Ez a szócikk részben vagy egészben  a   Resseneb (son of Ankhu) című angol Wikipédia-szócikk ezen változatának fordításán alapul.  Az eredeti cikk szerkesztőit annak laptörténete sorolja fel. Ez a jelzés csupán a megfogalmazás eredetét és a szerzői jogokat jelzi, nem szolgál a cikkben szereplő információk forrásmegjelöléseként.